# 투 다이 포
《투 다이 포》(영어: To Die For)는 1995년 개봉한 범죄 코미디 드라마 영화이다. 구스 반 산트가 감독을, 벅 헨리가 각본을 맡았다. 조이스 메이너드의 동명 소설이 영화의 원작이다.

## 출연

### 주연
- 니콜 키드먼

### 조연
- 호아킨 피닉스
- 케이시 애플렉
- 일레나 더글라스
- 알리슨 폴란드
- 댄 헤다야
- 웨인 나이트
- 커트우드 스미스
- 홀랜드 테일러
- 마리아 투치
- 맷 딜런

## 기타
- 원작자: 조이스 메이나드
- 미술: 미시 스튜어트
- 타이틀: 파블로 페로
- 의상: 베아트릭스 아루나 파스처
- 배역: 하워드 퓨어

## 한국어 더빙 성우진(MBC)
- 강희선 - 수잔 (니콜 키드먼)
- 권혁수 - 래리 (맷 딜런)
- 안지환 - 지미 (호아킨 피닉스)
- 윤성혜 - 리디아 (앨리슨 폴랜드)
- 최원형 - 러셀 (케이시 애플렉)
- 한규희 - 수잔 아버지 (커트우드 스미스)
- 정희선 - 수잔 어머니 (홀랜드 테일러)
- 김태훈 - 래리 아버지 (댄 헤다야)
- 조예신 - 수잔 언니 (수잔 테일러)
- 황일청
- 한영숙
- 신성호
- 박지훈
- 변종필
- 김영선
- 엄현정
- 이철용
- 정남
- 김아영
- 김용준
- 박선영
- 송준석
- 한수림